# 정숭조
정숭조(鄭崇祖, 1442년 - 1503년 2월 13일)는 조선 초기의 문신으로 자는 효숙(孝叔), 호는 삼성재(三省齋)이다. 본관은 하동, 시호는 장정(莊靖)이다. 정인지의 아들이며 정현조의 동생이다. 음서로 관직에 올라 벼슬은 숭정대부 행 호조판서에 이르러 치사하고 하남부원군에 봉하여졌다. 1765년(영조 41) 장정의 시호가 내려졌다.

## 생애
17세에 음서제로 통례문 봉례랑직에 올라 천첨사간, 사섬시주부·종친부부전첨·공조좌랑·종부시와 한성부의 소윤 등을 지내고 65년 지사간원사, 지중추부사 등을 두루 지냈다. 그 뒤 이조참판, 공조참판, 형조참판 등을 지내고 1471년 성종의 즉위에 공훈을 세워 순성명양좌리공신(佐理功臣) 4등으로 하남군(河南君)에 봉해졌다.
1474년 형조참판, 77년 한성부판윤 겸 오위도총부 도총관, 지의금부사 등을 거쳐 1489년 부원군으로 진봉되었다. 90년 다시 한성부판윤으로 부임하였다. 그 뒤 경기도순찰사, 경상관찰사, 경상좌도 병마절도사, 1492년 호조판서 등을 지냈다.
1495년 정조사(正朝使)로 명나라에 다녀왔으며, 이어 사섬시제조가 되어 다시 정조사로 명나라에 다녀왔다.
1500년 숭정대부로 승진했다.

### 사후
경기도 시흥시 광석동 201번지 속칭 취곡 갑좌에 안장되었다. 묘지명은 모재 김안국이 지었다. 시흥 취곡 수리골의 삼성재 등에 배향되었다.

## 가족 관계
- 아버지 : 정인지 하동부원군
- 형 : 정현조 하성위
- 형수 : 의숙공주 - 세조의 딸
- 부인 : 정경부인 죽산박씨 - 지양(知楊) 근(根)의 딸, 묘소 실전
- 부인 : 정경부인 평양 조씨 - 판관(判官) 조충로(趙忠老)의 딸[1]
  - 장남 : 정승충(鄭承忠, 1467 ~ 1549) - 생원, 정략장군
  - 며느리 : 평산 신씨 - 신세관(申世寛)의 딸
    - 손자 : 정응년(鄭應年)
    - 손자 : 정대년(鄭大年)
    - 손자 : 정개년(鄭開年)
    - 손녀 : 이세평(李世平)의 처

  - 차남 : 정승효(鄭承孝)
  - 며느리 : 교하 노씨 - 노공유(盧公裕)의 딸
    - 손자 : 정홍좌(鄭弘佐)
    - 손자 : 정홍필(鄭弘弼)
    - 손자 : 정홍보(鄭弘輔)
    - 손자 : 정홍익(鄭弘翼)
    - 손녀 : 전주 최씨 선교랑(宣敎郞) 최인효(崔仁孝)의 처
    - 손녀 : 용인 이씨 이고(李臯)의 처
    - 손녀 : 전주 이씨 부윤(府尹) 이즙(李楫)의 처
    - 손녀 : 양천 허씨 도사(都事) 허준(許濬)의 처
    - 손녀 : 안동 권씨 권흡(權潝)의 처

  - 3남 : 정승염(鄭承廉)
  - 며느리 : 언양 김씨 - 첨지(僉知) 증 참판(贈 參判) 김극장(金克鏘)의 딸 
    - 손자 : 정인국(鄭仁國, 1497 ~ ?)
    - 손자 : 정의국(鄭義國, 1503 ~ ?)
    - 손녀 : 하동 정씨(1505 ~ ?) - 문화 류씨 판서(判書) 증 찬성(贈 贊成) 류잠(柳潛)의 처[2]
    - 손자 : 정예국(鄭禮國, 1506 ~ ?)
    - 손자 : 정신국(鄭信國, 1510 ~ ?)
    - 손자 : 정원국(鄭元國, 1516 ~ ?)
    - 손자 : 정형국(鄭亨國, 1519 ~ ?)
    - 손녀 : 신평 이씨 이괄(李适)의 처

  - 며느리 : 사의(司議) 김승(金承)의 딸
  - 4남 : 정승근(鄭承謹)
  - 며느리 : 전주 이씨 - 양록부정 이수(楊麓副正 李粹)의 딸 
    - 손자 : 정식(鄭式, 1499 ~ ?)
    - 손자 : 정욱(鄭彧, 1527 ~ ?)
    - 손녀 : 파평 윤씨 부장(部將) 윤광부(尹光富)의 처
    - 손녀 : 순흥 안씨 안자우(安自祐)의 처

  - 5남 : 정승겸(鄭承謙)
  - 며느리 : 진주 하씨 - 하승정(河承淸)의 딸
    - 손녀 : 동래 정씨 승지(承旨) 정원(鄭源)의 처

  - 6남 : 정승동(鄭承東)
  - 장녀 : 동래 정씨 정완(鄭浣, 1473년)의 처
    - 외손자 : 정숙(鄭潚, 1491 ~ ?)
    - 외손녀 : 동래 정씨 전한(典翰) 정응(鄭譍)의 처
    - 외손녀 : 전의 이씨 현령(縣令) 이억(李億)의 처

  - 차녀 : 전주 이씨 현감(縣監) 이달(李獺)의 처
    - 외손자 : 이회덕(李懷德)
    - 외손자 : 이회인(李懷仁)
    - 외손자 : 이회청(李懷淸)
    - 외손자 : 이회례(李懷禮)
    - 외손자 : 이회직(李懷直)
    - 외손녀 : 우봉 이씨 감사(監司) 이지행(	李之行)의 처
    - 외손녀 : 용인 이씨 판관(判官) 이곤수(李崑壽)의 처
    - 외손녀 : 한양 조씨 충의위(忠義衛) 조수강(趙壽崗)의 처

  - 조카 : 정세호 - 증 영의정, 덕흥대원군의 장인, 선조의 외할아버지

## 같이 보기
- 정인지
- 정현조
- 정세호

1. ↑  정종의 4남 선성군의 외손녀
2. ↑  류자신의 어머니이자, 광해군 비 문성군부인의 할머니